# Broccoletto di Custoza
Il broccoletto di Custoza è una varietà di broccolo, appartenente alla famiglia delle Brassicaceae, la cui zona di produzione è ristretta al solo territorio di Custoza, frazione del comune di Sommacampagna.

## Caratteristiche
Presenta un fusto breve e poche foglie, vicine al colletto, che avvolgono la piccola infiorescenza. A differenza degli altri broccoli, ha infatti più foglie che infiorescenza. Si tratta di un prodotto tardivo, raccolto ai primi geli o in inverno. Le foglie sono particolarmente dolci e saporite.

## Tutela
I produttori sono riuniti nell'Associazione produttori del Broccoletto di Custoza e nel 2013 si è costituita la Comunità del cibo dei produttori del broccoletto di Custoza, che collabora con Slow Food per ottenere l'inserimento del prodotto tra i presidi Slow Food.

## Consumo
Il Broccoletto di Custoza viene consumato lesso, condito con olio extravergine di oliva (preferibilmente del Lago di Garda), sale e pepe ed accompagnato da uova sode, salame e vino bianco di Custoza.